# Agmostigma
Agmostigma is een geslacht van vliesvleugeligen uit de familie Eulophidae. De wetenschappelijke naam van dit geslacht is voor het eerst geldig gepubliceerd in 1996 door Ubaidillah & LaSalle.

## Soorten
Het geslacht Agmostigma omvat de volgende soorten:
- Agmostigma bruneiense Ubaidillah & LaSalle, 1996
- Agmostigma frontale Ubaidillah & LaSalle, 1996
- Agmostigma ilhami Ubaidillah & LaSalle, 1996